# Karen Aardal
Karen I. Aardal (Noruega, 1961) é uma matemática, cientista da computação e pesquisadora operacional norueguesa e neerlandesa. Suas pesquisas envolvem otimização combinatória, programação inteira, algoritmo de aproximação e facility location, com aplicações tais como o posicionamento de veículos de emergência para otimizar seu tempo de resposta. É professora do Delft Institute of Applied Mathematics da Universidade Técnica de Delft e catedrática da Mathematical Optimization Society.
Manter um contato diário com alunos e professores mais jovens é uma dimensão crucial na sua vida. Esse intercâmbio constante  proporciona a oportunidade de (re)avaliar continuamente ações e perspectivas sobre diversos aspectos.

## Educação e carreira
Aardal nasceu na Noruega. Obteve um doutorado em 1992, na Universidade Católica de Louvain, Bélgica, com a tese On the Solution of One and Two-Level Capacitated Facility Location Problems by the Cutting Plane Approach, orientada por Laurence Wolsey. Sua tese recebeu o segundo lugar no SOLA Dissertation Award do Institute for Operations Research and the Management Sciences - Section on Location Analysis.
Aardal foi uma pesquisadora do Centrum Wiskunde & Informatica e afiliada à Universidade Tecnológica de Eindhoven desde 2005. Foi para Delft em 2008.